# 다카기 아키토
다카기 아키토(일본어: 髙木 彰人, 1997년 8월 4일 ~ )는 일본의 축구 선수이다. 현재 J2리그의 더스파구사쓰 군마에서 뛰고 있다.

## 구단 경력
그는 2014년부터 J리그의 감바 오사카, 몬테디오 야마가타, 마쓰모토 야마가 FC, 더스파구사쓰 군마에서 뛰었다.

## 국가대표팀 경력
그는 2017년 FIFA U-20 월드컵에 참가할 일본 U-20 국가대표팀에 발탁되었으며, 2경기에 출전했다. 2018년 AFC U-23 축구 선수권 대회에도 출전했다.